# Coplas del querer
Coplas del querer es un doble álbum de estudio del cantaor de flamenco español Miguel Poveda. Se estrenó en directo en el Teatro Lope de Vega de Sevilla el 9 y 10 de junio de 2009 y se presentó en el Gran Teatro del Liceo de Barcelona el 7 de diciembre de 2009.

## Descripción del disco
En el disco, editado en el mes de junio de 2009, Miguel Poveda revisa coplas clásicas con arreglos actualizados y cuenta con la participación de Joan Albert Amargós en los arreglos y de Chicuelo a la guitarra, así como con una colaboración de Alberto Iglesias en los arreglos del tema "A ciegas". Este tema de Quintero, León y Quiroga se incluye en la banda sonora de la película Los abrazos rotos de Pedro Almodóvar. La portada del disco así como el interior del libreto están basados en fotografías obra del fotógrafo Maxi del Campo.
En 2010 se publicó Coplas del querer en directo desde el Gran Teatro del Liceu en formato dvd.
Este disco fue galardonado con tres Premios de la Música en España (mejor álbum del año, mejor álbum de canción española y mejores arreglos) por la Academia de las Artes y la Ciencia de la Música y  Disco de Oro con más de 30.000 copias vendidas. Miguel Poveda es nominado por tercera vez al "Mejor álbum flamenco" en los Premios Grammy Latinos 2009 en septiembre de 2009.

## Listado de canciones
- Disco 1

1. Vente tú conmigo
2. Ojos verdes
3. Ni un padre nuestro
4. ¡Ay, mi hermanita!
5. Como las piedras
6. Sere... serenito
7. Vamos a dejarlo así
8. Mis tres puñales
9. A ciegas

- Disco 2

1. Rocío
2. La bien pagá
3. La senda del viento
4. Compañera y soberana
5. En el último minuto
6. Me da miedo de la luna
7. Los tientos del cariño
8. Embrujao por tu querer
9. Coplas del querer (popurrí con Dime que me quieres, Y sin embargo te quiero, Vino amargo y Esta pena mía).
10. A ciegas (Bonus track). B.S.O. Los abrazos rotos de Pedro Almodóvar.